# Bărăganu (gmina)
Bărăganu – gmina w Rumunii, w okręgu Konstanca. Obejmuje miejscowości Bărăganu i Lanurile. W 2011 roku liczyła 1991 mieszkańców.